# マリア・ブエノ
マリア・ブエノ（Maria Bueno, 1939年10月11日 - 2018年6月8日）は、ブラジル・サンパウロ出身の元女子テニス選手。フルネームは Maria Esther Andion Bueno （マリア・エステル・アンディオン・ブエノ）という。主に1960年代に活躍し、ブラジル人のテニス選手として世界の頂点に立った最初の選手となった。彼女はウィンブルドンで3勝、全米選手権（現在の全米オープンテニス）で4勝し、4大大会女子シングルスで通算7勝を挙げた伝説的名選手である。ダブルスでの業績も多く、4大大会で女子ダブルス11勝・混合ダブルス1勝を記録した。
ブエノはコート上での優雅で素速い動きから、「サンパウロのつばめ」（São Paulo Swallow）という愛称で呼ばれた。アマチュアテニス選手として62大会で優勝し、プロ選手になってからは1974年の「ジャパン・オープン」で優勝がある。

## 来歴
1958年にアメリカのアリシア・ギブソンとペアを組み、ウィンブルドン選手権の女子ダブルスで初優勝。1959年にウィンブルドンと全米選手権で4大大会年間2冠を獲得。1960年、ブエノはウィンブルドン選手権で大会2連覇を達成し、女子ダブルスで「年間グランドスラム」を達成した。全豪選手権だけは、パートナーはクリスティン・トルーマン（イギリス）であったが、全仏選手権から全米選手権までダーリーン・ハード（アメリカ）と組んで女子ダブルス3連勝を成し遂げた。したがって、1960年度の4大大会女子ダブルスはブエノ1人について「年間グランドスラム」が成立する。
1963年、ブエノは全米選手権でマーガレット・スミスを破り、4年ぶり2度目の優勝を飾った。1964年に再び、ウィンブルドンと全米選手権の年間2冠を獲得する。最後の4大大会シングルス優勝は、1966年の全米選手権であった。この頃、ブエノはアマチュアのテニス選手であった。4大大会にプロ選手の出場が解禁される「オープン化」措置は、1968年に実施された。ブエノもこの措置が実施された後、プロテニス選手になる。
マリア・ブエノのテニス経歴には、数々の苦難もあった。オープン化措置が実施された1968年、ブエノは自動車事故に遭い、生死の境をさまよう大怪我を負う。回復までに5度の大手術を克服し、長いブランクを乗り越えて1974年に現役復帰を果たした時、その強靭な精神力は同僚の選手たちやテニスの観客にも大きな感銘を与えた。この年にブエノは日本を訪れ、「ジャパン・オープン」で優勝を飾った。この時、準決勝で対戦した沢松和子を破りその国内連勝記録を192でストップした。これがブエノのプロテニス選手として最初の（そして唯一の）タイトルになる。1976年にブエノはウィンブルドンに戻り、その時はスー・バーカーとの4回戦まで勝ち進んだが、1977年の3回戦で全盛時代のライバル、ビリー・ジーン・キング夫人に 2-6, 5-7 で完敗した。この時キング夫人も「彼女のことを、昔のままの姿で覚えていたかった。今日の彼女を見るのはつらかった」ともらしたという。ブエノは1978年に国際テニス殿堂入りを果たした。ブエノの全盛期から30年後、1997年からグスタボ・クエルテンがブラジルの男子選手として世界的な活躍を始めた。クエルテンは全仏オープンに3勝を挙げ、2000年には男子の年間最終ランキング1位に輝いた。
2018年6月8日、口腔癌のためサンパウロで死去。78歳没。

## 4大大会優勝
- 全豪選手権　女子ダブルス：1勝（1960年）　［女子シングルス準優勝1度：1965年］
- 全仏選手権　女子ダブルス：1勝（1960年）／混合ダブルス：1勝（1960年）　［女子シングルス準優勝1度：1964年］
- ウィンブルドン選手権　女子シングルス：3勝（1959年＆1960年・1964年）／女子ダブルス：5勝（1958年・1960年・1963年・1965年・1966年）
- 全米選手権　女子シングルス：4勝（1959年・1963年・1964年・1966年）／女子ダブルス：4勝（1960年・1962年・1966年・1968年）

| 年     | 大会                 | 対戦相手                 | 試合結果      |
| ------ | -------------------- | ------------------------ | ------------- |
| 1959年 | ウィンブルドン選手権 | ダーリーン・ハード       | 6-4, 6-3      |
| 1959年 | 全米選手権           | クリスティン・トルーマン | 6-1, 6-4      |
| 1960年 | ウィンブルドン選手権 | サンドラ・レイノルズ     | 8-6, 6-0      |
| 1963年 | 全米選手権           | マーガレット・スミス     | 7-5, 6-4      |
| 1964年 | ウィンブルドン選手権 | マーガレット・スミス     | 6-4, 7-9, 6-3 |
| 1964年 | 全米選手権           | キャロル・グレーブナー   | 6-1, 6-0      |
| 1966年 | 全米選手権           | ナンシー・リッチー       | 6-3, 6-1      |

## 4大大会シングルス成績
| 大会           | 1958 | 1959 | 1960 | 1961 | 1962 | 1963 | 1964 | 1965 | 1966 | 1967 | 1968 | – | 1976 | 1977  | SR     |
| -------------- | ---- | ---- | ---- | ---- | ---- | ---- | ---- | ---- | ---- | ---- | ---- | - | ---- | ----- | ------ |
| 全豪オープン   | A    | A    | QF   | A    | A    | A    | A    | F    | A    | A    | A    | A | A    | A / A | 0 / 2  |
| 全仏オープン   | SF   | QF   | SF   | QF   | A    | A    | F    | SF   | SF   | QF   | QF   | A | 1R   | A     | 0 / 10 |
| ウィンブルドン | QF   | W    | W    | A    | SF   | QF   | W    | F    | F    | 4R   | QF   | A | 4R   | 3R    | 3 / 12 |
| 全米オープン   | QF   | W    | F    | A    | SF   | W    | W    | SF   | W    | 2R   | SF   | A | 3R   | 2R    | 4 / 12 |